# Оверклокинг
Оверклокинг је процес подизања фреквенције неке рачунарске компоненте изнад њене фабричке вредности. Оверклок се најчешће примењује због бољих пефрорманси у раду. На пример код различитих видова компресије података, рендеровања или добијање већих перформанси у видео играма. Да би се оверклок успешно остварио понекад је потребно повећати и напоне. Као последица оверклока компонента се више греје самим тим потребно је и боље халђење исте.

## Преглед
Сврха оверклоковања је да повећа оперативну брзину датог хардвера. Због повећања радне температуре и буке, систем може постати нестабилан ако је опрема оверклокована превише и ризик од оштећења због претерано високог напона и загревања. У екстремним случајевима, скупа и комплексна хлађења (на пример, водена хлађења) су захтевана.
Насупрот томе, андерклокинг мења спорије операције које смањују потрошњу и температуре, захтеве за хлађењем (и самим тим број брзину вентилатора) и тамо где је релевантно, трајање живота батерије по пуњењу. Поједини произвођачи ундерклокују компоненте зарад добијања бољег живота батерије или примењују системе које смањују фреквенцију када функционишу под батеријом.
У великом броју новијих Интелових процесора(оних без откључаних множиоца), због драстичног редизајна процесора(тј. замене ФСБ-а базним клоком), оверклоковање ако је икако могуће - долази заједно са великим ризиком нестабилности система. Смањиванје напона је могуће до неког нивоа (у завосности од дизајна матичне плоче и квалитета процесора) и може дозволити кориснику да промени стандарни напон процесора на нижи напон без већег плаћања, а да не буде ограничен ниским напоном процесоровог ниском множиоца.
Брзина добијена оверклоковањем умногоме зависи од апликације: бенчмарк је објављен за различите намене.
Многи људи оверклокују њихов хардвер да би побољшали његове перформансе. Ово је практиковано чешће од стране ентузијаста него професионалних корисника који траже повећање перформанси њихових рачунара, док оверклокинг доноси ризике мање поузданог функционисања и оштећења. Постоји неколико разлога за оверклоковање. Оверклоковање дозвољава тестирање технологија "изван граница" које су предвиђене спецификацијама, без уласка у скуп оквира специјализованих рачунара. За професионалне кориснике оверклоковање омогућава повећање њихове продуктивности. Људи којима је то хоби могу уживати у грађењу, фином подешавању и упоређивању брзине њихових система помоћу бенчмарк софтвера. Неки људи којма је то хоби купују јефтиније рачунарске компоненте и оверклокују их на веће радне тактове у покушају да уштеде новац, али остваре исте перформансе. Слични али мало другачији приступ у чувању новца је у оверклоковању старијих компоненти да би остали у трци на новим системским захтевима, радије него куповина новијег хардвера. Ако оверклоковање доведе до тачке неуспеха, мало је изгубљено зато што је комплетно потцењен, и требало би да буде замењен у сваком случају.
Рачунарске компоненте које могу бити оверклоковане укључују процесоре, графичке карте, матичне плоче, чипсете и RAM меморије. Најмодернији процесори повећавају њихове оперативне брзине множењем системске клок фреквенције са факторима множиоца. Процесори могу бити оверклоковани променом множиоца и процесори и друге компоненте могу бити оверклоковане повећавањем брзине системског клока или других клокова као што је ФСБ клока. Како су брзине клока повећане компоненте моментално престају да раде поуздано или заказују трајно, иако су напони повећани до максимално безбедног нивоа. Максимална брзина је одређена оверклоковањем иза границе нестабилности, тада се прихватају нижа сетовања. Компоненте гарантују да ће радити поуздано до њихових предвиђених вредности: иза тога различити примерци могу имати различит оверклок потенцијал.
Множиоци процесора, бус делиоци, напони, топлотна оптерећења, технике хлађења и неколицина других фактора као што су индивидуална полупроводљивост и топлотна толеранција могу утицати на брзину, стабилност и сигурност операција рачунара.

## Разматрања
Постоји неколико ствари које требају бити размотрене када се оверклокује. Прва је да се осигура да је компонента намирена адекватном снагом на напону довољном да фукнционише на новом клоку. Како год, довођењем снаге са неадекватним подешавањима или давањем високог напона могу трајно оштетити компоненту.
У окружењу професионалне продукције, оверклоковање је једино очекивано да буде коришћено тамо где се повећање у брзини оправдава са трошковима квалитетне радне снаге. Ако је брже, али не максимално могуће брзо, захтевано је да буде јефтиније када су сви трошкови размотрени за куповину бржег хардвера.

### Хлађење
Све електрична кола производе топлоту генерисану кретањима електричне струје. Када фреквенције клока и подешени напони расту, топлота генерисана од стране компоненти које раде на вишим нивоима перформанси такође расту. Веза између фреквенција клока и потрошње је линеарна. Како год, постоји лимит за максималну фреквенцију кога називају "зид". Да би се превазишао овај проблем оверклокери подижу напон на чипу да би повећали оверклок потенцијал. Напон повећава потрошњу и загревање чипа; ово захтева више хлађења да би се избегло оштећење хардвера услед прегревања. Као додатак, поједина дигитална кола успоравају на високим температурама захваљујући променама у карактеристикама мосфета. Насупрот томе, оверклокери могу одлучити да смање напон на чипу док оверклокују (процес познат као смањивање напона), да би смањили емисију топлоте док перформансе остају оптималне.
Фабричка хлађења су дизајнирана за количину енергије произведену током не-оверклоковано коришћење; оверклокована кола могу захтевати више хлађења, као што су јачи вентилатори, веће цеви за хлађење, и водена хлађења. Маса, облик и материјал утичу на могућност цеви за хлађење да одведу топлоту. Ефикасне цеви су често напревљене комплетно од бакра, који има високу топлотну издржљивост, али је скуп. Алуминијум је шире коришћен; он има добре топлотне карактеристике, иако не тако добре као бакар, али је видно јефтинији. Јефтинији материјали као што је челик, немају добре топлотне карактеристике. Цеви за хлађење могу се користити да се побољша проводљивост. Многе цеви за хлађење комбинују два или више материјала да достигну баланс између перформанси и цене.
Водено хлађење доводи отпадну топлоту у радијатор. Уређаји за термоелектрично хлађење који фактички хладе користећи Пелтријев ефекат могу помоћи код високе потрошње процесора које су произвели Интел и AMD почетком 21. века. Уређаји за термоелектрично хлађење стварају температурну разлику између две плоче крећући се кроз плоче. Овај метод хлађења је високо ефективан, али сам по себи ствара значајну топлоту негде другде која мора бити однесена, често од стране система за водено хлађење.
Једна од метода хлађења је такође фазно хлађење налик компресору који се користи у фрижидерима и може бити адаптирано за рачунарску употребу. Течни азот, течни хелијум, и суви лед се користе као хладиоци у екстремним случајевима, као што су покушаји постављања рекорда или једнократни експерименти пре него хлађење у свакодневном коришћењу. У јуну 2006. IBM и Институт технологије у Џорџији са задовољством су објавили нови рекорд у чипу на бази силикона(стопа на коју транзистор може бити пребачен, не сам процесорски такт.) изнад 500 гигахерца, што је урађено хладећи чип користећи течни хелијум. Светски рекорд за процесорску фреквенцију је 8,722 GHz из јуна 2012. године. Ови екстремни методи су генерално непрактични у дугом року, зато што захтевају допуњавање течности за хлађење(која испарава). Штавише, JFET на бази силикона деградирају на ниским температурама око -173 °C и евентуално ће стати са функционисањем или се заледити на -233 °C док силикон престаје да буде полупропроводан па коришћење екстремног хлађења може довести уређаје до квара.
Хлађење потапањем коришћен за суперрачунаре, подразумева зарањање дела рачунара директно у охлађену течност која је топлотно проводљива, али има ниску електричну проводљивост. Предност ових техника је да нема кондензације на компонентама. Добра течност за потапање је Флуоринерт направљен од стране 3М-а који је скуп. Друга опција је минерално уље, али нечистоће као оне у води могу довести до провођења електрицитета.

### Стабилност и фукнционална исправност
Као што оверклоковане компоненте раде изван произвођачевих препоручних услова, могу функционисати са грешкама, доводећи до системске нестабилности. Такви кварови у раду могу да се никада не открију и могу уместо тога да манифестују у програмима, драјверима и оперативном систему. Оверклоковање може трајно оштетити компоненте довољно да изазове погрешно функционисање(такође и у нормалним оперативним условима) без тоталне неупотребљивости.
Широка студија случаја из 2011. године о грешкама хардвера који доводе до системских грешака за кориснике персоналних и лаптоп рачунара показала је 4 до 20 пута повећање у системским грешкама које су последица процесорских грешака за оверклоковане рачунаре, у осмомесечном периоду.
У глобалу, оверклокери тврде да тестирања могу осигурати да оверклоковани системи буду стабилни и фукнционишу исправно. Такошђе софтверске алатке су доступне за тестирање хардверске стабилности, генерално је немогуће за било које физичко лице да истестира функционалност процесора. Достизање добре покривености грешака захтева огроман инжењерски труд, чак и са свим ресурсима додељеним за валидацију од стране произвођачем, неисправне компоненте и чак неисправни дизајн нису увек откривени.
Посебан "стрес тестс" може потврдити само функционалност специфичних инструкционих секвенци које се користе у комбинацији са подацима и не морају открити грешке у тим операцијама. На пример, аритметичка операција може произвести тачан резултат али нетачне процесорске операције(бинарне); ако су заставе нису проверене грешка ће да прође недетектована.
Даље, компликованије ствари у процесним технологијама као што су приказ уређаја (хистерезис); круг перфоманси је под утиском догађаја из прошлости, тако да без пажљивог одабраног теста могуће је за одређену секвенцу да се промени из стајања у рад на оверклокованим нивоима у једној ситуацији, али не и у другој иако су и напон и температуре идентични. Често оверклоковани систем који положи стрес тестове дочека нестабилности у другим програмима.
У оверклокерским круговима, "стрес тестови" или "тестови мучења" се користе да се провери исправност операција компоненте. Ова оптерећења се користе, јер веома много оптерећују компоненту о којој се ради(на пример, графичка интензивна апликација за тестирање видео карти, или различите математичко интензивне апликације за тестирање процесора). Популарни стрес тестови су Прајм95, Еверест, СуперПи, ОЦЦТ, АИДА64, Линпек, Сисофт Сандра, БОИНК. Уколико се не појављују грешке током ових програма за тестирање, може се рећи да је компонента стабилна. Пошто је покривеност грешака битна у софтверском тестирању ови тестови се често пуштају током дужег периода времена, сатима или чак данима. Оверклоковани рачунар се понекад описује користећи број сати и стабилност коришћеног програма, као што је стабилност после 12 сати Прајм95 програма.

### Фактори који омогућују оверклок
Оверклокабилност наступа у делу који се везује са економијом производног процеса процесора и других компоненти. У много случајева компоненте су произведене у истом процесу и тестиране после производње да би се одредиле њихове реалне максималне оцене. Компоненте су након тога означене са оценом изабраном од стране тржишних потреба произвођача полупроводника. Ако је полупроводник јак, више високо оцењених компоненти него што је захтевано може бити произведено и произвођач може означити и продати компоненте високих перформанси као ниско котиране због маркетиншких разлога. У неким случајевима права максимална оцена компоненти може прекорачити продају највише оцењених компоненти. Многи продати уређаји са нижом оценом могу се понашати у свим аспектима као високо оцењени, док у најгорем случају операција са највишом оценом може бити више проблематична.
У значајној мери, високи клокови морају увек значити већу емисију топлоте, док су полупроводници постављени на високе нивое морају пасти на масу чешће. У појединим случајевима ово значи да главна мана оверклокованих делова је далеко више разбацане енергије него што је максимално објављено од стране произвођача. Стваралац Пентиума Боб Колвел назива оверклоковање "неконртолисаним експериментом системских операција".

### Мерни ефекти оверклокинга
Бенчмарк програми се користе за оцену перформанси. Бенчмарци могу постати врста "спорта", у ком се корисници такмиче за највише резултате. Као што је назначено изнад, стабилност и функционална исправност могу бити доведене у питање када се оверклокује, и значајни бенчмарк резултати зависе од тачног извођења бенчмарка. Због овога, бенчмарк ретултати могу бити приказивани заједно са назнакама о стабилности и исправности. Широко коришћени тест стабилности је Прајм95, који у себи има уграђено проверавање грешака који приказује грешку када је рачунар нестабилан.
Користећи само бенчмарк резултате, може бити тешко оценити разлику које оверклоковање прави за целокупни рад рачунара. На пример, неки бенчмарк тестови тестирају само један део система, као што је меморија, без узимања у обзир колико висок ниво клока у овом спекту ће побољшати перформансе система као целине. За разлику од захтевних апликација као што су видео енкоридање, високо захтевне базе, бендвит меморије није типичнан ботлнек(уско грло система), тако да велики напредак у бендвиту меморије може бити непримећен од стране корисника у зависности од апликације која се користи. Други бенчмарци као што је 3Д Марк покушавају да опонашају услове видео игара.

### Оверклоковање и база бенчмарк програма
- XtremeSystems: Оверклок база за сав хардвер у протеклих 10 година. апликације, модовање и остало Архивирано на веб-сајту  (5. јун 2011)
- HWBOT: Светска оверклокерска лига - Такмичења у оверклоку и подаци
- JonnyGURU - Преглед и најдетаљнији тестови напајања  Архивирано на веб-сајту  (15. јануар 2021)
- TechPowerUp - Тестови рачунарских компоненти, база бенчмарк програма, драјвера и остало